# Trzy rozprawy z teorii seksualnej
Słowa (niem. Drei Abhandlungen zur Sexualtheorie, Trzy przyczynki do teorii płci) – książka  autorstwa Zygmunta Freuda z 1905. 
Zygmunt Freud wyznaczył dwie siły, które mają wpływ na ludzkie zachowanie: popęd seksualny (libido) powiązany z lekiem i wywołujący zaburzenia nerwicowe, który kieruje się zasadą przyjemności i instynkt samozachowawczy, którym rządzi racjonalny osąd. Według Zygmunta Freuda instynkt samozachowawczy nie powoduje zaburzeń nerwicowych, natomiast popęd seksualny tak, ponieważ jest on jedyną funkcją organizmu, która wychodzi poza jednostkę w celu zachowania gatunku. 

Twórca psychoanalizy po raz pierwszy w tak kompleksowej i spójnej formie wyłożył poglądy dotyczące faz rozwoju seksualnego człowieka, pierwotnej seksualności dziecięcej, wyboru obiektu seksualnego oraz znaczenia stref erogennych

Książka znalazła się na 25. miejscu w zestawieniu 100 książek XX wieku według Le Monde.